# ジラピオール
ジラピオール(Dillapiole)は、イノンドから抽出される化合物、精油であるが、フェンネルの根等の様々な植物で広く見られる。この化合物は、アピオールと密接に関連した化合物であり、ベンゼン環におけるメトキシ基の位置が異なる。